# Thomas George Doran
Thomas George Doran (* 20. Februar 1936 in Rockford; Illinois; † 1. September 2016 ebenda) war ein US-amerikanischer Geistlicher und römisch-katholischer Bischof von Rockford.

## Leben
Thomas George Doran empfing am 20. Dezember 1961 die Priesterweihe.
Papst Johannes Paul II. ernannte ihn am 19. April 1994 zum Bischof von Rockford. Die Bischofsweihe spendete ihm der Erzbischof von Chicago, Joseph Louis Kardinal Bernardin, am 24. Juni desselben Jahres; Mitkonsekratoren waren Arthur Joseph O’Neill, emeritierter Bischof von Rockford, und Joseph Anthony Galante, Bischof von Beaumont.
Am 20. März 2012 nahm Papst Benedikt XVI. das von Thomas George Doran aus Altersgründen vorgebrachte Rücktrittsgesuch an.